# Oracle Cloud
Oracle Cloud（オラクルクラウド）は、オラクルが提供するクラウドコンピューティングサービスであり、オラクルが管理するデータセンターのグローバルネットワークを通じて、サーバー、ストレージ、ネットワーク、アプリケーション、サービスを提供する。同社はこれらのサービスをインターネット経由でオンデマンドでプロビジョニングできるようにしている。

## 概要
Oracle Cloudは、IaaS（Infrastructure as a Service）、PaaS（Platform as a Service）、SaaS（Software as a Service）、およびDaaS（Data as a Service）を提供する。これらのサービスは、クラウドでのアプリケーションの構築、デプロイ、統合、拡張に使用される。このプラットフォームは、多数のオープン標準（SQL、HTML5、RESTなど）、オープンソースアプリケーション（Kubernetes、Spark、Hadoop、Kafka、MySQL、Terraformなど）、およびオラクル固有のもの、オープンソース、サードパーティ製ソフトウェアやシステムを含む様々なプログラミング言語、データベース、ツール、フレームワークをサポートしている。  
2018年5月16日、オラクルはデータサイエンスプロジェクトとワークロードのための非公開クラウドワークスペースプラットフォームであるDataScience.comを買収したと発表した。
2020年4月、オラクルはオンラインおよびビデオ会議プラットフォームであるZoomのクラウドインフラストラクチャプロバイダーとなった。同月、日産は、自動車設計の構造的影響をシミュレートするために使用される高性能コンピューティング (HPC) ワークロードのOracle Cloudへの移行を発表した。
2020年10月、Oracle Cloud VMware Solutionをリリース。他のVMwareソリューション（VMware Cloud on AWS、Azure VMware Solution、Google Cloud VMware Engine）と異なり、フルマネージドのサービスではない。VMware環境に対するパッチ適用などはユーザー自身が行うため、ユーザーはオンプレミスのVMware環境と同じタイミングを自身で選んでパッチ適用を行えるなど、自社の管理ポリシーをクラウドにも適用可能。また、管理ツールであるvCenterから操作可能な範囲にも制限なく、全ての操作がOracle Cloud VMware SolutionのVMware環境に対して実行可能。オンプレミスのVMware環境とできるだけ整合性や一貫性を保ちつつ統合的にクラウド上のVMware環境の運用管理を行っていきたいユーザーに適合したサービスである。
2021年12月、ゼロックスはOracle Cloudとの提携を発表。ビジネスインキュベーター内でオラクルのクラウドコンピューティング機能を利用。 

## 情報漏洩疑惑
2025年3月21日、ハッカー集団がOracle Cloudのデータ窃取を主張。Oracle側は否定した。その後、2025年3月中旬、FBIが捜査を開始。2025年3月31日、米国テキサス州西部地区連邦地方裁判所において、Oracleを被告とする集団訴訟が提訴される。ここでは、原告がOracleの初動対応を批判。2025年4月7日、OracleがOracle Cloudへの情報漏洩を再度否定。2025年4月、ブルームバーグによると、Oracle Cloud Infrastructureにおける大規模なデータ漏洩を一部の顧客に対して非公開で通知していたことが報じられる。

## IaaS（Infrastructure as a Service）、PaaS（Platform as a Service）
オラクルのクラウドインフラストラクチャは、2016年10月20日に「Oracle Bare Metal Cloud Services」という名称で一般提供（GA）が開始された。Oracle Bare Metal Cloud Servicesは2018年にOracle Cloud Infrastructureにブランド変更され、Oracle OpenWorld 2018でオラクルの「第2世代クラウド」と称された。Oracle Cloud Infrastructureの提供サービスには、以下のものが含まれる。 
- コンピュート: 同社は、さまざまな仮想マシンインスタンスを提供している。。2016年、Oracle Cloud InfrastructureはIntelプロセッサを搭載したベアメタルインスタンスを開始した[12]。2018年にはAMDプロセッサを[13]、2021年にはAmpereのクラウドネイティブプロセッサを搭載したベアメタルインスタンスを追加した[14]。2021年には、オラクルはArmプロセッサベースの最初のVMベースのコンピュートインスタンスもリリースした[14]。

- ストレージ: データベース、分析、コンテンツ、その他のアプリケーション向けに、共通プロトコルとAPIを介してブロックボリューム、ファイルストレージ、オブジェクトストレージ、アーカイブストレージを提供する。
- データベース管理 / データ管理: オラクルは、OLTP、データウェアハウジング、Spark、機械学習、テキスト検索、画像分析、データカタログ、ディープラーニングなど、データベースワークロードならびにハイパースケールのビッグデータおよびストリーミングワークロード向けのデータ管理プラットフォームを提供している。このプラットフォームにより、Oracle、MySQL、NoSQLデータベースをマネージドクラウドサービスとしてオンデマンドでデプロイできる。Oracle Databaseは、Oracle Autonomous Database（データウェアハウス、トランザクション処理、またはJSON向けに最適化）、Exadataシェイプ、およびReal Application Clusters（RAC）を独自に提供している。
- ネットワーキング: 完全に構成可能なIPアドレス、サブネット、ルーティング、ファイアウォールを備えたネットワークを提供し、エンドツーエンドのセキュリティを備えた新規または既存のプライベートネットワークをサポートする。
- ガバナンス: 監査、IDおよびアクセス管理のために、プラットフォームにはデータ整合性チェック、トレーサビリティ、およびアクセス管理機能がある。
- ロードバランシング: このクラウドプラットフォームは、ホストされたアプリケーションの高可用性とフォールトトレランスのために、フォルトドメインとアベイラビリティドメイン間でトラフィックを自動的にルーティングするロードバランシング機能を提供する。
- エッジサービス: これらのサービスは、ユーザーとリソース間のパスを監視し、変更や障害に適応することができる。オラクルによるDynの買収から得られたDNSサービスが含まれる[15]。
- FastConnect: このクラウドプラットフォームは、エクイニクス、AT&T、Coltなどのプロバイダーを通じて、オンプレミスネットワークとクラウドネットワーク間のプライベート接続を提供する。
- アプリケーション開発: APIファースト、モバイルファーストのクラウドアプリケーションを構築、デプロイ、管理するためのオープンで標準ベースのアプリケーション開発プラットフォームを提供。コンテナネイティブ、クラウドネイティブ、およびローコード開発をサポート。また、CI/CDのためのDevOpsプラットフォーム、Javaアプリケーションの診断、SaaSおよびオンプレミスアプリケーションとの統合も提供する
- ビジネスアナリティクス: アプリケーション、データウェアハウス、データレイクを用いた、ビジネス分析プラットフォームを提供。アナリティクスクラウド、ビジネスインテリジェンス、ビッグデータディスカバリー、ビッグデータプレパレーション、データ可視化、Essbaseが含まれる。
- セキュリティ: ハイブリッドクラウド環境のセキュアなアクセスと監視を提供。ITガバナンスとコンプライアンス要件に対応するためのIDおよびセキュリティアプリケーションを提供する。SIEM、UEBA、CASB、およびIDaaSを組み合わせた製品を通じて、ID SOC（セキュリティオペレーションセンター）を提供する。提供されるサービスには、Identity Cloud ServiceおよびCASB Cloud Serviceが含まれる。
- 管理: 統合された監視、管理、分析プラットフォームを提供する。また、運用データセットで機械学習とビッグデータを使用する。このプラットフォームは、ITの安定性向上、アプリケーション障害の防止、DevOpsの改善、セキュリティ強化に使用される。提供されるサービスには、アプリケーションパフォーマンス監視、インフラストラクチャ監視、ログ分析、オーケストレーション、IT分析、構成とコンプライアンス、セキュリティ監視と分析が含まれる。

## SaaS（Software as a Service）
オラクルは、Oracle Cloud Applicationsとしても知られるSaaSアプリケーションを提供している。これらのアプリケーションは、コンプライアンス基準に準拠するための様々なデプロイメントオプションを備えた、様々な製品、産業セクターにわたって提供されている。
- 業種別ソリューション（通信、金融サービス、消費財、ハイテク・製造、高等教育、ホスピタリティ、公益事業）
- デプロイメント（金融サービス、小売サービス、公共部門、防衛などのセクター向け基準に準拠）

- ブロックチェーンクラウドサービス（SAP、IBM、マイクロソフトとの提携）[17]
- ブロックチェーンアプリケーション 2016年7月28日、オラクルは最初のクラウド企業であるネットスイートを93億ドルで買収した[18]。

## DaaS (Data as a Service)
Oracle ID Graphを活用してチャネルやデバイス全体の消費者データを集約し、クロスチャネルの消費者の特性を分析する。 

## 管理リージョン
Oracle Cloudは、2023年7月時点で、北米、南米、英国、欧州連合、中東、アフリカ、インド、オーストラリア、韓国、日本を含む44のリージョンで利用可能である。また、パブリッククラウド（オラクル管理リージョン）、選ばれた政府機関向けの米国（FedRAMP HighおよびDISA SRG IL5準拠）および英国におけるガバメントクラウド、そしてオラクル管理のデータベース専用サービスまたはフルサービスの専用リージョンとしての「プライベートクラウド」または「ハイブリッドクラウド」などがある。

## アーキテクチャ
オラクルのパブリッククラウドおよびガバメントクラウドは、オラクル管理のバックボーンネットワークによって接続された、オラクル管理のデータセンターのグローバルネットワークを通じて提供される。オラクルのExadata Cloud at Customerは、コントロールプレーンサービスのためにこのネットワークを活用する。オラクルは、データ主権を伴う災害耐性のために、通常各国に2つの地理的に分散したリージョンを持つ形でクラウドを展開している。各リージョン内には、少なくとも1つの障害独立したアベイラビリティドメインと、アベイラビリティドメインごとに3つのフォールトトレラントなフォルトドメインがある。各アベイラビリティドメインには、電力、熱、ネットワークが分離された独立したデータセンターが含まれている。 